# CFM International
CFM International – joint venture amerykańskiej firmy General Electric i francuskiej Snecma zajmujące się produkcją silników lotniczych.

## Historia
Na początku lat 60. XX wieku United States Air Force zainicjowało prace nad nowymi silnikami odrzutowymi dla samolotów transportowych, w których konstrukcji główny nacisk położono na niski poziom zużycia paliwa. Jedną z zaangażowanych w prace firm była amerykańska General Electric. W październiku 1965 roku jej produkt, nowy silnik turbowentylatorowy oznaczony jako TF39 wygrał konkurs na nową jednostkę napędową dla maszyn transportowych w ramach programu CXX i został użyty na samolotach Lockheed C-5 Galaxy. Produkcja wojskowych silników TF39 była ograniczona, dlatego też General Electric pomyślał o wejściu na rynek samolotów cywilnych. We wrześniu 1967 roku rozpoczęto program budowy nowego silnika turbowentylatorowego opartego na przeznaczonej do wojska konstrukcji TF39. Rezultatem prac była jednostka napędowa oznaczona jako General Electric CF6 (Litery CF były skrótem od Commercial Fan – cywilny turbowentylatorowy). Pierwotnie miała ona posłużyć do napędów samolotów McDonnell Douglas DC-10 i Lockheed L-1011. Tymczasem w Europie we wrześniu 1967 roku rządy Wielkiej Brytanii, Francji i Niemiec podpisały porozumienie, w wyniku którego powołano do życia konsorcjum Airbus, którego celem była budowa szerokokadłubowych samolotów mających konkurować z amerykańskimi konstrukcjami. Pierwszym projektem Airbusa był samolot Airbus A300, który został zamówiony przez amerykańskiego przewoźnika American Airlines. Brytyjski Rolls-Royce liczył, że do napędu nowej maszyny wybrane zostaną jego silniki RB207. Jednak wycofanie się brytyjskiego rządu z całego przedsięwzięcia i próba zachęcenia kolejnych amerykańskich przewoźników do kupna samolotu zaowocowało wybraniem jednostek General Electric CF6.
Aby dostosować silnik do europejskich wymagań General Electric rozpoczął współpracę z francuską Snecma. W tym samym okresie, Snecma rozpoczęła pracę nad własnym silnikiem turbowentylatorowym, oznaczonym jako M56 (Moteur 56). Było to o tyle ryzykowne dla firmy przedsięwzięcie, iż nie dysponowała ona odpowiednim doświadczeniem w budowie tego typu silników. W zaistniałej sytuacji, kolejnym krokiem francuskiego przedsiębiorstwa było pozyskanie partnera dysponującego odpowiednim zapleczem technicznym, chcącego wesprzeć starania Snecmy. Naturalnym wyborem wydawał się być General Electric. W 1971 roku na Międzynarodowym Salonie Lotniczym w Paryżu spotkali się prezesi obydwu firm. Podjęto wówczas decyzję o wspólnym opracowaniu nowej, turbowentylatorowej jednostki napędowej przeznaczonej dla samolotów średniodystansowych. Formalne porozumienie o rozpoczęciu współpracy obydwie firmy podpisały w listopadzie 1971 roku. Nowy silnik otrzymał oznaczenie CFM56 co było połączeniem nazwy amerykańskiego silnika CF6 i opracowywanego przez Francuzów M56. Amerykańsko–francuskie Joint venture pod nazwą CFM International zarejestrowano w Paryżu. Obydwie firmy zainwestowały po połowie środków finansowych. Na czele CFM International stanął Jean Sollier ze Snecmy, zaś amerykański inżynier Jack Hope z General Electric stanął na czele całego projektu CFM56. W grudniu 1971 roku zgodę na amerykańsko–francuską współpracę wyraził francuski rząd jednak nieoczekiwanie na przeszkodzie dla dalszych prac stanął Kongres Stanów Zjednoczonych. Wkładem General Electric w prace nad CFM56 miała być między innymi technologia budowy silnika F101, używanego na bombowcach Rockwell B-1B Lancer. Kongres obawiał się pozyskania informacji o budowie silnika przez Związek Radziecki. Obawa ta był podyktowana tym, iż podobna sytuacja miała już miejsce, kiedy informacje o silniku Rolls-Royce/Snecma Olympus 593 napędzającego samolot Concorde zostały wykradzione z Francji i trafiły do ZSRR. Pomimo nacisków ze strony General Electric Kongres pozostawał nieugięty. Dopiero osobiste spotkanie prezydentów obydwu państwa, Richarda Nixona i Georges'a Pompidou do jakiego doszło w 1973 roku w Reykjavíku przełamało impas. 30 maja 1973 roku wydano zgodę na rozpoczęcie współpracy i wykorzystanie elementów technologii budowy silnika F101 a w styczniu 1974 roku CFM International formalnie zainicjowała swoją działalność. Efektem prac było rozpoczęcie w 1981 roku seryjnej produkcji silników CFM56-2 (wersja CFM56-1 była serią prototypową).